# Corycoides jurinei
Corycoides jurinei är en insektsart som först beskrevs av Henri Saussure 1862.  Corycoides jurinei ingår i släktet Corycoides och familjen vårtbitare. Inga underarter finns listade i Catalogue of Life.